# Selección juvenil de rugby de Jamaica
La selección juvenil de rugby de Jamaica es el equipo nacional de rugby regulada por la Jamaica Rugby Football Union.

## Reseña histórica
Desde el 2006, participa anualmente del torneo juvenil organizado por el Ente regional de América del Norte y el Caribe, la categoría del certamen es M19.
A nivel mundial clasificó a la edición del Trofeo Mundial del 2008 (categoría M20), en esa oportunidad perdió los 3 partidos de la serie y finalizó en la octava posición al caer frente a Islas Cook por 54 - 15 en el play off por el séptimo puesto.

## Palmarés
- RAN M19 (1): 2007

## Participación en copas

### Campeonato MundialM20
- No ha clasificado

### Trofeo MundialM20
- Chile 2008: 8.º puesto (último)[2]

#### RAN M19
- Nawira M19 2006: 3.º puesto
- Nawira M19 2007: Campeón
- Nawira M19 2008: 3.º puesto[3]
- Nawira M19 2009: 4.º puesto
- NACRA M19 2010: No participó
- NACRA M19 2011: 6.º puesto
- NACRA M19 2012: No participó
- NACRA M19 2013: 4.º puesto
- NACRA M19 2014: 4.º puesto
- NACRA M19 2015: No participó
- RAN M19 2016: 7.º puesto
- RAN M19 2017: Semifinal Copa de plata
- RAN M19 2018: 3.º puesto
- RAN M19 2019: 6.º puesto
- RAN M19 2022: 2.º puesto
- RAN M19 2023: 2.º puesto